# The Wailing Souls
The Wailing Souls (littéralement « les âmes sanglotantes ») est un groupe de reggae jamaïcain composé de Winston 'Pipe' Matthews, Lloyd 'Bread' McDonald, George 'Buddy' Haye et Rudolph 'Garth' Dennis formé au milieu des années 1960. Souvent comparée à Bob Marley, la voix de Pipe Matthews a fait de cette formation, nommée 8 fois aux Grammy Awards, l'une des plus reconnues du reggae roots. Ils continuent, encore aujourd'hui, à se produire en concerts et à sortir des albums régulièrement.

## Biographie
Le groupe The Wailing Souls se forme au milieu des années 1960, au départ sous le nom de The Renegades, autour de Winston 'Pipe' Matthews comme leader vocal, Lloyd 'Bread' McDonald et George 'Buddy' Haye. Ayant passé sa jeunesse à Kingston, Matthews a appris à chanter depuis le début des années 1960 aux côtés de Joe Higgs. Avec son groupe, The Schoolboys, il se fait remarquer par Prince Buster pour qui il enregistre plusieurs singles dont Little Boy Blue et Dream Lover. Le groupe se sépare en 1965 mais Matthews revient bientôt avec le groupe The Renegades, ils enregistrent en 1968 les vocaux pour des singles d'Ernest Ranglin puis sous leur propre nom pour le single Lost Love. Ils travaillent ensuite pour Sir Coxsone Dodd sortant plusieurs singles dont le premier Back Out With It et Fire Coal Man sur le rythme de Burning In My Soul des Silvertones.
Plus tard dans l'année 1968, Haye quitte le groupe tandis que Matthews et McDonald se joignent aux chanteurs Norman Davis et Oswald Downes. C'est à ce moment qu'ils décident de prendre le nom de Wailing Souls. Pendant cette période, ils enregistrent de nombreux singles qu'il ressortiront plus tard sous d'autres noms. Le label Studio One sortira en 1983 un album retraçant ces années (Soul & Power). Ils enregistrent de nombreux singles dont certains sous le nom de The Classics, Massive, Pipe & The Pipers, Little Roys, Atarra (avec Joe Higgs), il semblerait qu'en Angleterre, on craigne la confusion avec The Wailers.
Au début des années 1970, le groupe enregistre pour Tuff Gong, le label de Bob Marley, sous le nom de Pipe and the Pipes, notamment les singles Harbor Shark, Walk Walk Walk ou encore Back Biter backé par les Wailers. C'est le premier groupe à avoir signé sur Tuff Gong.
En 1974, George Haye réapparaît dans le groupe tandis que Downes et Davis s'en éloignent. Ils sont produits par Joe Higgs à nouveau mais pour une période assez courte puisque ce dernier participe à la tournée américaine de Jimmy Cliff. En 1976, Rudolph 'Garth' Dennis, futur fondateur de Black Uhuru, rejoint le groupe. Ils entament une coopération avec le producteur Joseph 'Joe Joe' Hookim et, backé par les Revolutionaries de Sly & Robbie, ils enregistrent ou réenregistrent leurs classiques : Jah Give Us Life, Joy With Your Heart, Very Well, Back Biter, Things In Time, War ou encore Fire Coal Man repris quelques années plus tard par le groupe punk Stiff Little Fingers.
En 1977, ils montent leur propre label : Massive. Ils enregistrent deux de leurs titres phares : Bredda Gravalicious, Feel the Spirit qui attirent le label Island pour qui ils enregistrent leur premier véritable album en 1979, Wild Suspense. Ils avaient bien sorti l'album The Wailing Souls en 1975, mais celui-ci était une suite de singles mis bout à bout. Ils sortent ensuite les hits Sugar Plum Plum et Old Broom sur le label Taxi de Sly & Robbie. Toujours avec ce duo, et accompagnés par les Roots Radics, ils sortent plusieurs singles enregistrés à Channel One pour le producteur Junjo Lawes, notamment Firehouse Rock, See Baba Joe et Kingdom Rise Kingdom Fall, titres qui apparaitront sur l'album Firehouse Rock (jeu de mots avec le quartier de Waterhouse de Kingston) en 1981, suivi en 1982 par Inchpinchers dans le même style mais montrant un son plus moderne.
À partir de 1981, ils partent en tournée en Californie ; appréciant les États-Unis, ils y passent la majorité des trois années suivantes, continuant à sortir quelques singles dont Take We Back avec Ranking Trevor et Take A Taste avec Johnny Ringo. Ils sortent aussi deux albums : On The Rock et Stranded. Garth Dennis étant reparti avec Black Uhuru et Hayes restant à Los Angeles, Matthews et McDonald continuent à deux l'aventure Wailing Souls.
En 1986, sort On The Line, produit par Delroy Wright puis Kingston 14 avec Sly & Robbie, puis toujours avec eux en 1988, ils enregistrent Reggae Ina Firehouse mais cet album ne sort pas en Jamaïque, et enfin Stormy Night en 1990, produit par King Jammy.
À partir de 1991, Matthews et McDonald retournent aux États-Unis et sortent Reggae Ina Firehouse qui attendait depuis trois ans. Puis, joignant désormais le chanteur Maisha, ils signent chez Sony pour sortir en 1992 l'album All Over The World qui leur vaut une nomination au Grammy Awards mais explorant des styles assez éloignés du reggae roots auquel ils avaient habitué leur public. Ils sortent ensuite le live Live On mais Sony se désintéresse d'eux. 
En 1995, sort Face The Devil, album sans grande conviction comprenant quelques titres des Viceroys. Ils reviennent en 1997 avec Tension puis l'année suivante avec Psychedelic Souls, album de reprises de tubes de rock sixties. Le retour à un son plus roots se fait en 2000 avec Equality. Ils reviennent ensuite en Jamaïque et participent au Trench Town Cultural Center en offrant 50 000 dollars jamaïcains. Depuis, ils continuent à tourner et à sortir des albums tel Souvenir From Jamaica enregistré à Tuff Gong en 2003.

## Discographie par années d'enregistrement
Albums (Année de sortie entre parenthèses si elle diffère de l'année d'enregistrement)
- 197X - Soul & Power (1982)
- 1975 - The Wailing Souls
- 1979 - Wild Suspense
- 1981 - Fire House Rock
- 1981 - Wailing
- 1982 - Inchpinchers
- 1983 - Baby Come Rock
- 1984 - Stranded
- 1983 - On The Rocks
- 1986 - Best Of Wailing Souls
- 1986 - Lay It On The Line
- 1987 - Kingston 14
- 1988 - Reggae Ina Firehouse (1991)
- 1990 - Stormy Night
- 1992 - All Over The World
- 1994 - Live On
- 1995 - Face The Devil (Avec The Viceroys)
- 1997 - Tension
- 1997 - On The Rock
- 1998 - Psychedelik Soul
- 2000 - Equality
- 2002 - Square Deal
- 2003 - Souvenir From Jamaica
- 2006 - Live in San Francisco
- 2017 - Island Girl
- 2020 - Back A Yard

Compilations
- 197X - The Best Of (1984)
- 1977-84 - The Very Best Of (1987)
- 198X - Three The Hard Way (avec The Meditations et Culture) (198X)
- 197X - Wailing Souls At Channel One (2004)
- 197X - Reggae Legends Volume 1 (aka Classic Souls) (1999)
- 1978-1984 - Classics Cuts 1978-1984 (2007)